# Balneario Buenos Aires
Pour les articles homonymes, voir Buenos Aires (homonymie).
Balneario Buenos Aires est une station balnéaire de l'Uruguay située dans le département de Maldonado. Sa population est de 509 habitants.

## Population
| Année | Population |
| ----- | ---------- |
| 1963  | 8          |
| 1975  | 8          |
| 1985  | 26         |
| 1996  | 190        |
| 2004  | 509        |

,